# Jimmy Makulis
Jimmy Makulis (em grego: Τζίμης Μακούλης, Atenas, 12 de abril de 1935 - † ibid, 28 de outubro de 2007) foi um cantor grego que teve sucesso em mercados de língua alemã e que ficou conhecido no resto da Europa devido à sua participação no Festival Eurovisão da Canção 1961.

## Princípios de carreira
Makulis tornou-se um cantor com sucesso na sua Grécia nativa antes de partir para a Alemanha, em meados dos anos 50. Em 1956 ela atingiu o n.º 5 do top alemão com a canção "Auf Cuba sind die Mädchen braun". O seu maior êxito foi "Gitarren klingen leise durch die Nacht", #4 em 1959, e continuou nos tops de singles até 1964.

## Festival Eurovisão da Canção
Em 1961, Markulis foi escolhida pela televisão austríaca ORF para representar o país com a canção "Sehnsucht" ("Desejo") que teve lugar em Cannes, França a 17 de março. A canção classificou-se em último lugar, com apenas 1 ponto (do Reino Unido), empatada com a canção da Bélgica "September, gouden roos", interpretada por Bob Benny. "Sehnsucht" é uma das poucas canções que nunca foi gravada pelo cantor, em nenhum disco.

## Carreira posterior
Makulis patiu para os Estados Unidos da América em 1965, e nos anos seguintes cantou em Las Vegas. Ele regressou á sua Grécia natal em 1985, e em 1990 fez parte da seleção para o Festival Eurovisão da Canção 1985, onde terminou em quinto lugar. Ele voltou à Alemanha nos inícios dos anos 90.

## Morte
Makulis morreu após uma cirurgia cardíaca num hospital de Atenas, em 28 de outubro de 2007, aos 72 anos.

## Singles
(Mostra a posição mais alta alcançada no German Singles Chart)
- 1956: "Auf Cuba sind die Mädchen braun" (#5)
- 1959: "Gitarren klingen leise durch die Nacht" (#4)
- 1960: "Nachts in Rom" (#9)
- 1960: "Ein Boot, eine Mondnacht und du" (#36)
- 1961: "Sweetheart Guitar" (#10)
- 1962: "Ich habe im Leben nur dich" (#17)
- 1962: "Keiner weiß wohin" (#43)
- 1962: "Weil ich weiß, daß wir uns wiederseh'n" (#37)
- 1963: "Lebe wohl, du Blume von Tahiti" (#43)
- 1964: "Little Moonlight Love" (#38)